# سیارک ۱۳۸۹
سیارک ۱۳۸۹ (به انگلیسی: 1389 Onnie، نامگذاری:1935SS1) هزار و سیصد و هشتاد و نهمین سیارک کشف شده‌است که در ۲۸ سپتامبر ۱۹۳۵ کشف شد.
قدر مطلق سیارک برابر ۱۱٫۶۴ است.